# Lac Kachess
Le lac Kachess (Kachess Lake) est un lac et un réservoir le long de la Kachess dans l'État américain de Washington, au nord-ouest des États-Unis. La partie haute du lac, au nord d'un rétrécissement, est appelé le Petit lac Kachess (Little Kachess Lake). La rivière Kachess s'écoule dans le lac depuis le nord et en sort au sud. Le lac Kachess est le lac central de trois grands lacs situés en parallèle, au nord de l'Interstate 90 et de la rivière Yakima dans la chaine des Cascades. Les deux autres sont le lac Keechelus (en) et le lac Cle Elum (en).

## Géographie

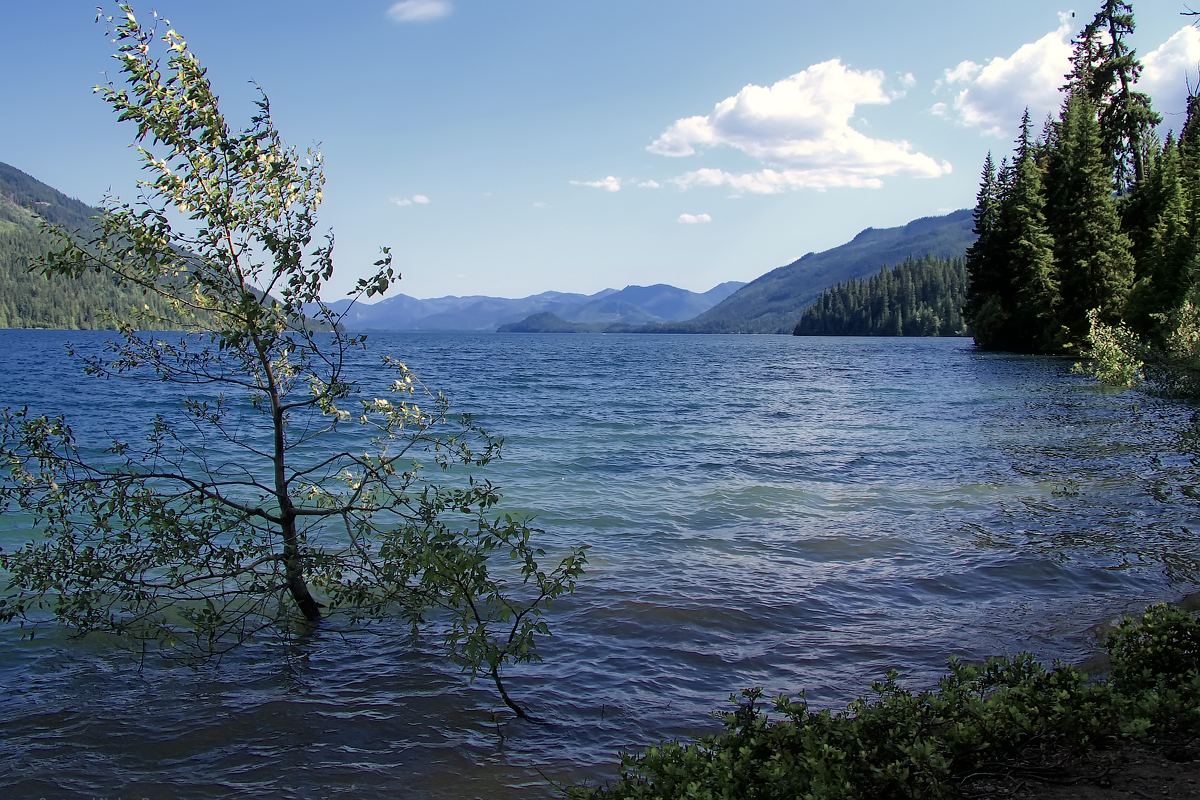

Le lac Kachess fait partie du bassin de la Columbia. La Kachess est un affluent de la Yakima, qui elle-même est un affluent de la Columbia.
Le lac sert de réservoir de stockage pour le projet Yakima, un projet d'irrigation conduit par le United States Bureau of Reclamation. Bien que lac naturel, sa capacité et sa décharge sont contrôlées par le barrage Kachess, un barrage de terre de 35 mètres de haut construit en 1912. Comme réservoir de stockage la capacité du lac est de 295 000 000 m3

## Étymologie
Le nom Kachess vient d'un mot amérindien signifiant "plus de poissons", en contraste avec le lac Keechelus dont le nom signifie "peu de poissons".